# Camptotecina
La camptotecina (CPT) és un inhibidor de la topoisomerasa tipus I. Va ser descobert el 1966 per M. E. Wall i M. C. Wani en un cribratge sistemàtic de productes naturals per a antineoplàstics. Va ser aïllat de l'escorça i la tija de Camptotheca acuminata, un arbre originari de la Xina utilitzat com a tractament contra el càncer en la medicina tradicional xinesa. La CPT va mostrar una notable activitat anticancerosa en assajos clínics previs. Té una baixa solubilitat, s'han desenvolupat nombroses síntesis de camptotecina i diversos derivats per augmentar els beneficis del producte químic, amb bons resultats. Dues anàlogues de la CPT han estat aprovades i s'utilitzen avui en dia en la quimioteràpia contra el càncer, topotecan i irinotecan.